# Trindborg (Öland)
Die Trindborg (auch Löts borg genannt) ist eine von 16 heute zumeist verfallenen Burgen (schwedisch fornborgar) auf der schwedischen Insel Öland. Sie liegt 500 Meter östlich der Kirche von Löt, nordwestlich von Valsnäs im östlichen Öland. Die stark gestörte ovale Ringmauer war ursprünglich etwa sechs Meter breit und ist mit Steinschutt aus grauem Kalkstein bedeckt. Die Innenmaße betragen 139 auf 155 Meter. Die Burg hat Tore im Westen und Südosten.
Das Innere der Burg wurde bis auf einen kleinen Teil im Südwesten, wo zu Beginn des 19. Jahrhunderts noch Häuser existierten, agrarisch genutzt. In diesem Teil wurde 1989–1990 eine Ausgrabung vorgenommen. Man fand Tierknochen, aber meist Skelettteile von Menschen und ein kleines Bronzemesser. Ansonsten gibt es keine Funde, die mit der Burg in Verbindung gebracht werden können. 